# Большие озёра
Большие озёра — группа озёр в Западной Монголии, расположена в котловине Больших Озёр. Является крупнейшей группой водоёмов в котловине. Группа включает 6 крупных озёр:
| Озеро       | Бассейн               | высота н. у. м. (м) | Площадь км² | Макс. глубина (м) | Объём км³ |
| ----------- | --------------------- | ------------------- | ----------- | ----------------- | --------- |
| Убсу-Нур    | Убсунурская котловина | 753                 | 3350        | 15                | 39,6      |
| Хар-Ус-Нуур | бассейн Хяргас-Нуура  | 1157                | 1486        | 4,5               | 3,432     |
| Хяргас-Нуур | бассейн Хяргас-Нуура  | 1028                | 1360        | 80                | 66,034    |
| Хар-Нуур    | бассейн Хяргас-Нуура  | 1132                | 530         | 7                 | 2,422     |
| Дурген-Нуур | бассейн Хяргас-Нуура  | 1100                | 300         | 27                | 4,367     |
| Айраг-Нур   | бассейн Хяргас-Нуура  | 1030                | 143         | 10                | 0,820     |